# Operazione Giardinaggio

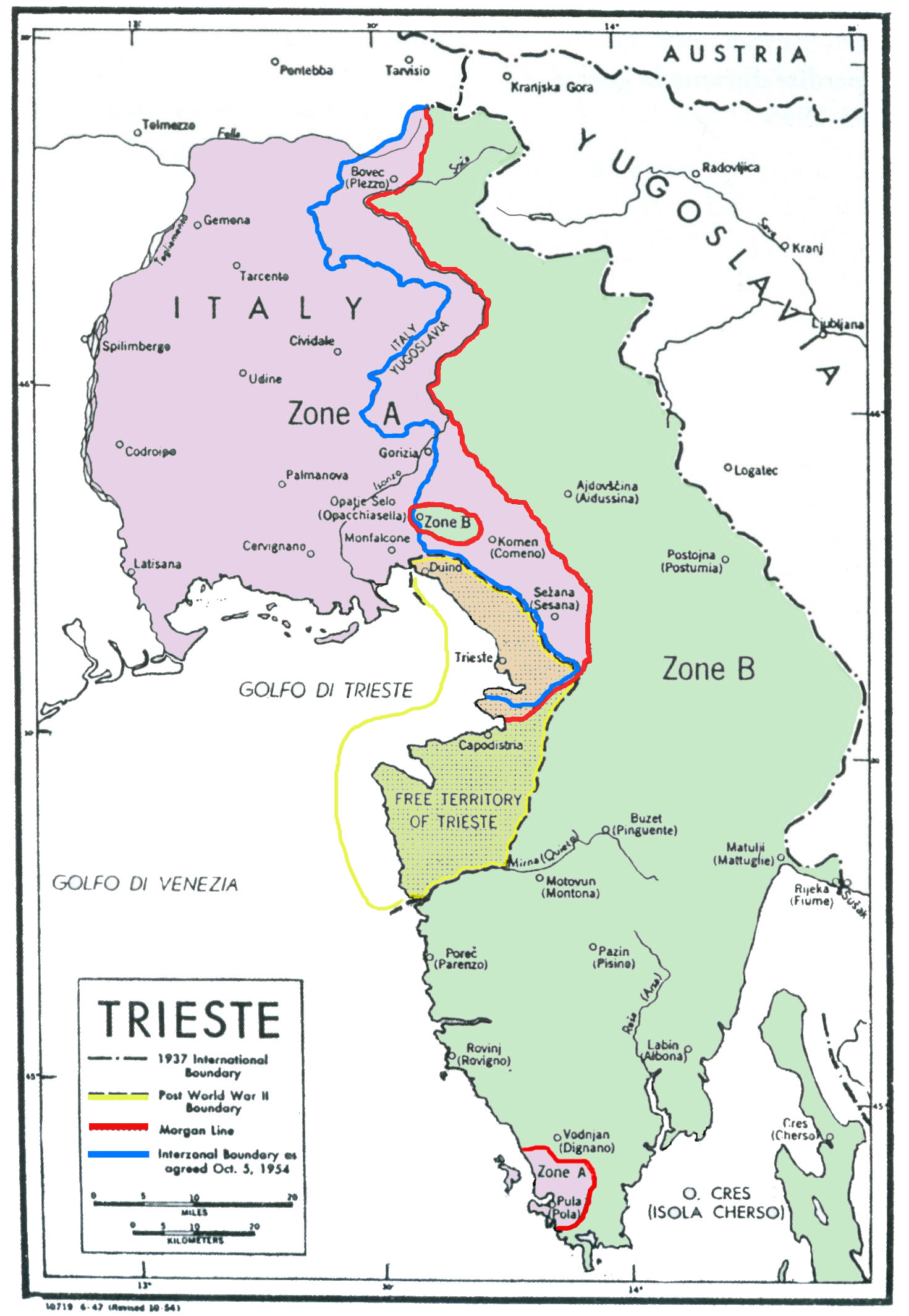
I confini orientali italiani dal 1945 al 1954. Si noti in rosso la Linea Morgan

L'operazione Giardinaggio fu una modifica apportata il 26 ottobre 1954 alla Linea di demarcazione tra Zona A e B (che corrispondeva in quel tratto alla precedente Linea Morgan) del Territorio Libero di Trieste. In seguito all'entrata in vigore del Memorandum di Londra, la nuova demarcazione tra Zona A e B andò a costituire de facto il nuovo confine tra Italia e Jugoslavia nell'Istria settentrionale. In seguito al Trattato di Osimo del 1975 divenne a tutti gli effetti confine ufficiale tra i due stati. Dal 1991 è parte del confine internazionale tra Italia e Slovenia. Il nome dell'operazione deriva dal fatto che nello stabilire il nuovo confine la prassi seguita fu quella di non dividere terreni di proprietà di un unico soggetto ma seguire pedissequamente i confini delle proprietà private.

## Storia
Complessivamente furono distaccate dalla Zona A e cedute alla Zona B 27 frazioni e borgate, già appartenenti al comune di Muggia e in minor misura a San Dorligo della Valle e assegnate così al comune di Capodistria, con una popolazione pari a 1.340 famiglie e a 3.855 persone e una superficie di oltre 11 km². Nelle settimane prima dell'operazione lasciarono le loro abitazioni per fuggire in Zona A almeno 2.941 persone (quelle registrate ufficialmente, pari al 76% della popolazione) su 239.200 abitanti della Zona A.
Il confine fu fissato dai genieri britannici del Royal Engineers Corp coadiuvati dal sergente MacMuller del British Army che aveva tre consulenti:
- maggiore Milan Grcar dell'Armata Popolare Jugoslava -  Jugoslavia
- maggiore Edward Morris della British Army -  Regno Unito
- maggiore William Glover dell'US Army -  Stati Uniti

Il confine venne spostato quindi da Punta Grossa verso Lazzaretto, sulla baia di San Bartolomeo.

## Cause della rettifica di confine
- maggiore tratto di costa alla Repubblica Socialista di Slovenia (e quindi dell'odierna Slovenia) che passò da 44 agli attuali 47 km e conseguente aumento delle acque territoriali jugoslave;
- rinuncia di Tito alla Zona A del Territorio Libero di Trieste (e quindi anche a Trieste) in cambio di un'ulteriore cessione di territori;

## Frazioni cedute alla zona B
Le principali frazioni e località cedute dal comune di Muggia a quello di Capodistria:
- Albaro Vescovà (Škofije)
- Barisoni (Barizoni)
- Belpoggio (Beloglav), ceduto solo in parte
- Bosini (Bosinj)
- Cerei (Cerej)
- Chiampore (Čampore), ceduto solo in parte
- San Colombano (Kolomban)
- Crevatini (Hrvatini)
- Elleri (Elerji)
- Faiti (Fajti)
- Plavia Monte d'Oro (Plavje)
- Premanzano (Premančan)
- Punta Grossa (Debeli Rtič)
- San Bartolomeo (Sveti Jernej), ceduto solo in parte

Nota: la fascia di territorio collinoso compresa tra la strada statale Rabuiese-Scoffie ad est e la baia di San Bartolomeo ad ovest è tradizionalmente denominata Monti di Muggia, molte delle località sopra elencate ne fanno parte.